# Benedict ToVarpin
Benedict ToVarpin, auch Benedict To Varpin, (* 24. Juli 1936 in Volavolo; † 8. September 2020 in Rabaul) war ein papua-neuguineischer Geistlicher und römisch-katholischer Erzbischof von Madang.

## Leben
Benedict ToVarpin stammte aus dem indigenen Volk der Tolai. Nach seiner theologischen Ausbildung empfing er am 24. Januar 1971 die Priesterweihe für das Erzbistum Rabaul.
Papst Johannes Paul II. ernannte ihn am 30. Oktober 1979 zum Bischof von Bereina. Die Bischofsweihe spendete ihm der emeritierte Bischof von Bereina, Louis Vangeke MSC, am 19. März 1980; Mitkonsekratoren waren George To Bata, Weihbischof in Rabaul, und Firmin Martin Schmidt OFMCap, Bischof von Mendi. Am 26. Januar 1987 berief ihn Johannes Paul II. zum Koadjutorerzbischof von Madang. Mit der Emeritierung Leo Clement Andrew Arkfelds SVD folgte er diesem am 31. Dezember 1987 im Amt des Erzbischofs von Madang nach.
Am 24. Juli 2001 nahm Johannes Paul II. sein vorzeitiges Rücktrittsgesuch an. Benedict ToVarpin wurde 2004 von Königin Elisabeth II. zum Commander (Komtur) des Order of the British Empire ernannt.